# Walter Goehr
Walter Goehr (Berlín (Alemanya), 28 de maig de 1903 - Sheffield, South Yorkshire (Regne Unit), 4 de desembre, 1960), va ser un compositor i director d'orquestra alemany que des de 1937 va viure i treballar al Regne Unit. Va ser el pare del compositor Alexander Goehr.

## Biografia
Walter Goehr va estudiar inicialment amb Ernst Krenek i després va ser estudiant de màster amb Arnold Schönberg a l'Acadèmia Prussiana de Berlín de 1925 a 1928. Al mateix temps, va treballar com a director de la Ràdio de Berlín a partir de 1925. El 1930 es va casar amb la fotògrafa Laelia Rivlin (1908–2002). El 1932 Goehr va perdre la feina a causa dels seus orígens jueus. Després va rebre el càrrec de director musical a la Gramophone Company (més tard EMI) i va fugir a Londres el 1933.
A Anglaterra, Goehr també va treballar per a la ràdio i va dirigir concerts al Wigmore Hall de Londres. De 1945 a 1948 va dirigir l'orquestra del teatre de la BBC. Com a director, va preferir la música contemporània, per exemple Benjamin Britten o Michael Tippett. Entre altres coses, va dirigir l'estrena de l'oratori de Tippett A Child of Our Time el 1944 i la primera interpretació anglesa de la 6a simfonia de Mahler el 1950, així com l'estrena de la Simfonia alemanya de Hanns Eisler el 24 d'abril de 1959 a l'Òpera Estatal de l'Est. Berlín. Entre els seus estudiants de direcció hi havia la compositora i directora anglesa Angela Morley. A la dècada de 1950 va gravar nombrosos discos per a la "Concert Hall Society" dels Estats Units, que es van distribuir a Alemanya sota el segell "Musical Masterpiece Society". També va actuar com a acompanyant de solistes com els violinistes Ricardo Odnoposoff i Manoug Parikian i el pianista Noel Mewton-Wood.
Goehr va morir el 4 de desembre de 1960 a l'Ajuntament de Sheffield, immediatament després de dirigir una representació del Messies de Händel.
El seu fill Alexander Goehr era un compositor que vivia a Anglaterra, la filòsofa Lydia Goehr és la seva neta.
El compositor i director d'orquestra germano-americà Rudolf Goehr era el seu germà.

## Obra
El catàleg d'obres de Goehr, centrat en la direcció, és relativament restringit. El seu llenguatge musical es basa en Paul Hindemith, Maurice Ravel i el seu amic Kurt Weill. El 1931 es va emetre amb èxit la seva òpera radiofònica Malpopita (l'obra va tenir la seva primera representació a Berlín el 2004). També va escriure obres simfòniques i de música de cambra, així com composicions ocasionals per a cinema i teatre.
Goehr també va crear noves edicions de les Vespres de Monteverdi i L'incoronazione di Poppea, així com una versió orquestral de Quadres d'una exposició de Mússorgski.
Goehr també va ser actiu com a compositor de música de cinema. El seu primer treball en aquest camp va ser Der König von Paris  de 1930. Fins i tot a l'exili va participar en produccions cinematogràfiques, com Secret Lives. el 1937. L'última vegada que va participar en una fou, Verraten va ser l'any 1954.